# SuperLiga României 2024-2025
Sezonul 2024-2025 al SuperLigii a fost cea de-a 107-a ediție a Campionatului de Fotbal al României, și a 87-a de la introducerea sistemului divizionar. Sezonul a început pe 12 iulie 2024 și s-a încheiat pe 24 mai 2025, odată cu ultima etapă din play-off. FCSB a devenit campioană pentru a 28-a oară în istoria sa după ce a reușit să-și apere cu succes titlul.
Programul etapelor a fost publicat la 1 iulie 2024, constând în 29 de etape de weekend și o etapă intermediară (la mijlocul săptămânii) în sezonul regular, urmate de zece etape de weekend pentru echipele calificate în play-off și nouă pentru cele din play-out. Pauza de iarnă a fost de două săptămâni, începând cu ajunul Crăciunului. Perioada de vară de transferuri a fost cuprinsă între 18 iunie și 9 septembrie 2024, în timp ce perioada de iarnă de transferuri a fost cuprinsă între 14 ianuarie și 10 februarie 2025.
Începând cu acest sezon, cluburile ale căror academii de copii și juniori au fost clasate în primele 20 de academii în procesul de clasificare au trebuit să utilizeze permanent pe teren minimum cinci jucători români formați la nivel național și eligibili pentru selecționatele autohtone. Regula s-a aplicat următoarelor cluburi: Farul Constanța, Universitatea Cluj,  FC FCSB, Sepsi OSK, Universitatea Craiova, CFR Cluj, Rapid București, UTA Arad, Politehnica Iași și FC Botoșani. Echipele care nu au respectat această regulă au fost sancționate financiar.
FCSB, în calitate de campioană en-titre după ce a câștigat titlul în sezonul precedent, a reușit să își apere cu succes trofeul în acest sezon, adjudecându-și al 28-lea titlu din palmares după ce contracandidata sa, CFR Cluj, a obținut o remiză 2-2 împotriva Universității Craiova pe 10 mai 2025, într-un meci din cadrul etapei a VIII-a a play-off-ului, eliminându-și astfel și ultima sa șansă matematică de a o ajunge pe FCSB. Astfel, FCSB s-a calificat în primul tur preliminar al Ligii Campionilor UEFA 2025-2026 și a obținut, de asemenea, dreptul de a juca împotriva lui CFR Cluj, câștigătoarea Cupei României 2024-2025, pentru Supercupa României 2025.

## Echipe

### Schimbări

#### Echipele promovate în SuperLigă
Prima echipă din sezonul 2023-2024 al Ligii a II-a care și-a asigurat matematic promovarea în SuperLigă a fost Unirea Slobozia, după ce a reușit o victorie cu 1-0 în deplasare împotriva celor de la CS Mioveni în etapa a șasea a play-off-ului. Astfel, ialomițenii au jucat în primul eșalon pentru prima dată în istoria clubului.
Al doilea club care a promovat direct a fost Gloria Buzău, după ce a obținut o victorie, 3-0, împotriva Unirii Slobozia în penultima etapă a play-off-ului. Pentru buzoieni a fost, de asemenea, debutul în prima divizie de fotbal a României.

#### Echipele retrogradate înLiga a II-a
În ultima etapă a play-out-ului din sezonul precedent, cinci echipe au luptat pentru evitarea retrogradării directe. La finalul etapei, cele două echipe care au retrogradat direct au fost FCU Craiova și FC Voluntari.
FCU Craiova a încheiat sezonul precedent pe ultimul loc din campionat, după ce a suferit o înfrângere 1-3 în fața lui Hermannstadt, și a retrogradat din primul eșalon după trei sezoane consecutive de prezență.
FC Voluntari s-a clasat pe penultima poziție din clasament după ce a suferit și ea o înfrângere, 0-1 în fața Universității Cluj. Ilfovenii au retrogradat astfel în Liga a II-a după o prezență de nouă sezoane consecutive în prima divizie.

### Stadioane
| FCSB               | Universitatea Craiova | Universitatea Cluj | CFR Cluj                 |
| ------------------ | --- | --- | ------------------------ |
| Arena Națională    | Ion Oblemenco | Cluj Arena | Dr. Constantin Rădulescu |
| Capacitate: 55.634 | Capacitate: 30.983 | Capacitate: 30.201 | Capacitate: 17.408       |
|                    | | |                          |
| Petrolul Ploiești  | Rapid București | Oțelul Galați | Hermannstadt             |
| Ilie Oană          | Superbet Arena Giulești | Oțelul | Municipal Sibiu          |
| Capacitate: 15.073 | Capacitate: 14.047 | Capacitate: 13.500 | Capacitate: 13.014       |
|                    | | |                          |
| Gloria Buzău       | BucureștiBotoșaniU CraiovaCFR ClujU ClujSloboziaPetrolulSepsi OSKOțelulUTA AradFarulHermannstadtPoli IașiGloriaEchipele din București: · Dinamo · FCSB · RapidSuperLiga României 2024-2025 (România) FCSBRapidDinamo Locațiile echipelor din București. | BucureștiBotoșaniU CraiovaCFR ClujU ClujSloboziaPetrolulSepsi OSKOțelulUTA AradFarulHermannstadtPoli IașiGloriaEchipele din București: · Dinamo · FCSB · RapidSuperLiga României 2024-2025 (România) FCSBRapidDinamo Locațiile echipelor din București. | UTA Arad                 |
| Municipal Buzău    | BucureștiBotoșaniU CraiovaCFR ClujU ClujSloboziaPetrolulSepsi OSKOțelulUTA AradFarulHermannstadtPoli IașiGloriaEchipele din București: · Dinamo · FCSB · RapidSuperLiga României 2024-2025 (România) FCSBRapidDinamo Locațiile echipelor din București. | BucureștiBotoșaniU CraiovaCFR ClujU ClujSloboziaPetrolulSepsi OSKOțelulUTA AradFarulHermannstadtPoli IașiGloriaEchipele din București: · Dinamo · FCSB · RapidSuperLiga României 2024-2025 (România) FCSBRapidDinamo Locațiile echipelor din București. | Francisc Neuman          |
| Capacitate: 12.321 | BucureștiBotoșaniU CraiovaCFR ClujU ClujSloboziaPetrolulSepsi OSKOțelulUTA AradFarulHermannstadtPoli IașiGloriaEchipele din București: · Dinamo · FCSB · RapidSuperLiga României 2024-2025 (România) FCSBRapidDinamo Locațiile echipelor din București. | BucureștiBotoșaniU CraiovaCFR ClujU ClujSloboziaPetrolulSepsi OSKOțelulUTA AradFarulHermannstadtPoli IașiGloriaEchipele din București: · Dinamo · FCSB · RapidSuperLiga României 2024-2025 (România) FCSBRapidDinamo Locațiile echipelor din București. | Capacitate: 11.500       |
|                    | BucureștiBotoșaniU CraiovaCFR ClujU ClujSloboziaPetrolulSepsi OSKOțelulUTA AradFarulHermannstadtPoli IașiGloriaEchipele din București: · Dinamo · FCSB · RapidSuperLiga României 2024-2025 (România) FCSBRapidDinamo Locațiile echipelor din București. | BucureștiBotoșaniU CraiovaCFR ClujU ClujSloboziaPetrolulSepsi OSKOțelulUTA AradFarulHermannstadtPoli IașiGloriaEchipele din București: · Dinamo · FCSB · RapidSuperLiga României 2024-2025 (România) FCSBRapidDinamo Locațiile echipelor din București. |                          |
| Politehnica Iași   | BucureștiBotoșaniU CraiovaCFR ClujU ClujSloboziaPetrolulSepsi OSKOțelulUTA AradFarulHermannstadtPoli IașiGloriaEchipele din București: · Dinamo · FCSB · RapidSuperLiga României 2024-2025 (România) FCSBRapidDinamo Locațiile echipelor din București. | BucureștiBotoșaniU CraiovaCFR ClujU ClujSloboziaPetrolulSepsi OSKOțelulUTA AradFarulHermannstadtPoli IașiGloriaEchipele din București: · Dinamo · FCSB · RapidSuperLiga României 2024-2025 (România) FCSBRapidDinamo Locațiile echipelor din București. | Sepsi Sf. Gheorghe       |
| Emil Alexandrescu  | BucureștiBotoșaniU CraiovaCFR ClujU ClujSloboziaPetrolulSepsi OSKOțelulUTA AradFarulHermannstadtPoli IașiGloriaEchipele din București: · Dinamo · FCSB · RapidSuperLiga României 2024-2025 (România) FCSBRapidDinamo Locațiile echipelor din București. | BucureștiBotoșaniU CraiovaCFR ClujU ClujSloboziaPetrolulSepsi OSKOțelulUTA AradFarulHermannstadtPoli IașiGloriaEchipele din București: · Dinamo · FCSB · RapidSuperLiga României 2024-2025 (România) FCSBRapidDinamo Locațiile echipelor din București. | Sepsi                    |
| Capacitate: 11.310 | BucureștiBotoșaniU CraiovaCFR ClujU ClujSloboziaPetrolulSepsi OSKOțelulUTA AradFarulHermannstadtPoli IașiGloriaEchipele din București: · Dinamo · FCSB · RapidSuperLiga României 2024-2025 (România) FCSBRapidDinamo Locațiile echipelor din București. | BucureștiBotoșaniU CraiovaCFR ClujU ClujSloboziaPetrolulSepsi OSKOțelulUTA AradFarulHermannstadtPoli IașiGloriaEchipele din București: · Dinamo · FCSB · RapidSuperLiga României 2024-2025 (România) FCSBRapidDinamo Locațiile echipelor din București. | Capacitate: 8.400        |
|                    | BucureștiBotoșaniU CraiovaCFR ClujU ClujSloboziaPetrolulSepsi OSKOțelulUTA AradFarulHermannstadtPoli IașiGloriaEchipele din București: · Dinamo · FCSB · RapidSuperLiga României 2024-2025 (România) FCSBRapidDinamo Locațiile echipelor din București. | BucureștiBotoșaniU CraiovaCFR ClujU ClujSloboziaPetrolulSepsi OSKOțelulUTA AradFarulHermannstadtPoli IașiGloriaEchipele din București: · Dinamo · FCSB · RapidSuperLiga României 2024-2025 (România) FCSBRapidDinamo Locațiile echipelor din București. |                          |
| Dinamo București   | FC Botoșani | Farul Constanța | Unirea Slobozia          |
| Arcul de Triumf    | Municipal Botoșani | Central-Academia Gheorghe Hagi | Clinceni                 |
| Capacitate: 8.207  | Capacitate: 7.782 | Capacitate: 4.545 | Capacitate: 4.502        |
|                    | | |                          |

1. ↑  Dinamo București și-a disputat meciurile de pe teren propriu pe Stadionul Arcul de Triumf, deoarece Stadionul Dinamo s-a aflat în stare avansată de degradare.[14]
2. ↑  Farul Constanța și-a disputat meciurile de pe teren propriu pe Stadionul Central-Academia Gheorghe Hagi din Ovidiu, deoarece Stadionul Gheorghe Hagi s-a aflat în reconstrucție.[15][16]
3. ↑  Unirea Slobozia și-a disputat meciurile de pe teren propriu pe Stadionul Clinceni din Clinceni, deoarece stadionul 1 Mai din Slobozia nu a îndeplinit standardele minime pentru a găzdui meciuri de primă divizie.[17]

### Personal și statistici
Note:
- Datele statistice sunt bazate pe ceea indică forurile competente de conducere, LPF și UEFA.

| Echipă          | Ultima prom. | Clasare 2023-24 | Antrenor (numire)                   | Căpitan           | Sez. în SuperLigă |
| --------------- | ------------ | --------------- | ----------------------------------- | ----------------- | ----------------- |
| FCSB            | 1947         | 1               | Ilias Charalampous (30 martie 2023) | Adrian Șut        | 76                |
| CFR Cluj        | 2004         | 2               | Dan Petrescu (30 aprilie 2024)      | Mário Camora      | 29                |
| CSU Craiova     | 2014         | 3               | Mirel Rădoi (28 ianuarie 2025)      | Nicușor Bancu     | 10                |
| FCV Farul       | 2012         | 4               | Gheorghe Hagi (21 iunie 2021)       | Ionuț Larie       | 12                |
| Sepsi           | 2017         | 5               | Csaba László (28 aprilie 2025)      | Branislav Niňaj   | 7                 |
| Rapid           | 2021         | 6               | Octavian Chihaia (20 mai 2025)      | Christopher Braun | 69                |
| UTA Arad        | 2020         | 7               | Mircea Rednic (25 aprilie 2023)     | Alexandru Benga   | 42                |
| Oțelul          | 2023         | 8               | László Balint (19 martie 2025)      | João Lameira      | 28                |
| Hermannstadt    | 2022         | 9               | Marius Măldărășanu (21 iunie 2021)  | Ionuț Stoica      | 5                 |
| U Cluj          | 2022         | 10              | Ovidiu Sabău (24 august 2023)       | Alexandru Chipciu | 58                |
| Petrolul        | 2022         | 11              | Mehmet Topal (19 martie 2025)       | Valentin Țicu     | 60                |
| Poli Iași       | 2023         | 12              | Vasile Miriuță (28 ianuarie 2025)   | Mihai Bordeianu   | 37                |
| Dinamo          | 2023         | 13              | Željko Kopić (1 decembrie 2023)     | Răzvan Patriche   | 74                |
| Botoșani        | 2013         | 14              | Leo Grozavu (7 ianuarie 2025)       | Andrei Miron      | 11                |
| Unirea Slobozia | 2024         | 1 (L2)          | Adrian Mihalcea (8 iunie 2023)      | Alexandru Dinu    | 0                 |
| Gloria Buzău    | 2024         | 3 (L2)          | Ilie Stan (12 martie 2025)          | David Lazar       | 0                 |

Legendă culori:
     FCSB a participat în optimile de finală ale Europa League 2024-2025, după ce a trecut anterior și prin al treilea tur de calificare al Ligii Campionilor 2024-2025.
     CFR Cluj a participat în runda play-off a Conference League 2024-2025
     Universitatea Craiova a participat în al doilea tur de calificare al Conference League 2024-2025
     Promovată din Liga a II-a 2023-2024

#### Schimbări de antrenor
| Club              | Antrenor         | Motivul plecării        | Data plecării     | Durata mandatului          | Înlocuit cu      | Data numirii       |
| ----------------- | ---------------- | ----------------------- | ----------------- | -------------------------- | ---------------- | ------------------ |
| Rapid București   | Bogdan Lobonț    | Sfârșitul interimatului | 20 mai 2024       | o lună și 2 zile           | Neil Lennon      | 20 mai 2024        |
| Petrolul Ploiești | László Balint    | Comun acord             | 5 iunie 2024      | o lună și 28 de zile       | Mehmet Topal     | 6 iunie 2024       |
| Botoșani          | Bogdan Andone    | Comun acord             | 25 iulie 2024     | 6 luni și 28 de zile       | Liviu Ciobotariu | 25 iulie 2024      |
| Rapid București   | Neil Lennon      | Comun acord             | 20 august 2024    | 3 luni                     | Marius Șumudică  | 20 august 2024     |
| Poli Iași         | Tony da Silva    | A demisionat            | 4 septembrie 2024 | 5 luni și 3 zile           | Emil Săndoi      | 11 septembrie 2024 |
| Gloria Buzău      | Andrei Prepeliță | Comun acord             | 4 septembrie 2024 | un an, 2 luni și 15 zile   | Eugen Neagoe     | 5 septembrie 2024  |
| Sepsi OSK         | Bernd Storck     | Demis                   | 5 septembrie 2024 | 9 luni și 4 zile           | Valentin Suciu   | 12 septembrie 2024 |
| Petrolul Ploiești | Mehmet Topal     | A demisionat            | 22 decembrie 2024 | 6 luni și 16 zile          | Adrian Mutu      | 1 ianuarie 2025    |
| Oțelul Galați     | Dorinel Munteanu | A demisionat            | 29 decembrie 2024 | 3 ani 5 luni și 23 de zile | Ovidiu Burcă     | 1 ianuarie 2025    |
| Botoșani          | Liviu Ciobotariu | Comun acord             | 6 ianuarie 2025   | 5 luni și 12 zile          | Leo Grozavu      | 7 ianuarie 2025    |
| Poli Iași         | Emil Săndoi      | Comun acord             | 27 ianuarie 2025  | 4 luni și 16 zile          | Vasile Miriuță   | 28 ianuarie 2025   |
| U Craiova         | Constantin Gâlcă | Comun acord             | 27 ianuarie 2025  | 9 luni și 10 zile          | Mirel Rădoi      | 28 ianuarie 2025   |
| Gloria Buzău      | Eugen Neagoe     | Comun acord             | 10 martie 2025    | 6 luni și 5 zile           | Ilie Stan        | 12 martie 2025     |
| Petrolul Ploiești | Adrian Mutu      | A demisionat            | 17 martie 2025    | 2 luni și 16 zile          | Mehmet Topal     | 19 martie 2025     |
| Sepsi OSK         | Valentin Suciu   | Comun acord             | 18 martie 2025    | 6 luni și 6 zile           | Dorinel Munteanu | 19 martie 2025     |
| Oțelul Galați     | Ovidiu Burcă     | Comun acord             | 18 martie 2025    | 2 luni și 17 zile          | László Balint    | 19 martie 2025     |
| Sepsi OSK         | Dorinel Munteanu | Demis                   | 28 aprilie 2025   | o lună și 9 zile           | Csaba László     | 28 aprilie 2025    |
| Rapid București   | Marius Șumudică  | Comun acord             | 20 mai 2025       | 9 luni                     | Octavian Chihaia | 20 mai 2025        |

## Sezonul regular
În sezonul regular, cele 16 echipe s-au întâlnit de două ori, într-un total de 30 de meciuri pe echipă; partea de sus, primele șase, au avansat în play-off-ul pentru câștigarea titlului și, partea de jos, restul de 10, au intrat în play-out-ul pentru evitarea retrogradării.

### Meciurile sezonului regular
| Oaspeți ► Gazde ▼                          | SEP | PET | CFR | UTA | HER | FCS | FAR | BOT | OȚE | USZ | UCJ | UCV | RAP | DIN | GBZ | IAS |
| ------------------------------------------ | --- | --- | --- | --- | --- | --- | --- | --- | --- | --- | --- | --- | --- | --- | --- | --- |
| Sepsi                                      | —   | 1–1 | 1–1 | 1–0 | 2–3 | 0–1 | 1–0 | 3–0 | 2–0 | 0–1 | 0–0 | 1–2 | 2–0 | 1–1 | 2–0 | 1–0 |
| Petrolul                                   | 1–0 | —   | 0–0 | 0–1 | 4–1 | 0–0 | 1–1 | 3–1 | 0–0 | 2–1 | 0–0 | 1–1 | 1–0 | 0–1 | 0–0 | 3–1 |
| CFR Cluj                                   | 3–3 | 2–0 | —   | 1–3 | 1–0 | 2–2 | 3–1 | 3–0 | 3–2 | 3–0 | 2–3 | 0–2 | 1–1 | 3–2 | 6–0 | 2–1 |
| UTA Arad                                   | 1–2 | 3–1 | 1–4 | —   | 1–1 | 0–1 | 1–1 | 2–0 | 1–1 | 3–4 | 0–0 | 1–2 | 1–1 | 0–2 | 1–0 | 0–0 |
| Hermannstadt                               | 0–4 | 1–1 | 0–0 | 0–0 | —   | 2–0 | 0–0 | 2–1 | 1–0 | 1–1 | 2–1 | 0–0 | 1–0 | 0–2 | 2–1 | 6–2 |
| FCSB                                       | 3–0 | 1–1 | 1–1 | 2–0 | 1–1 | —   | 3–2 | 2–1 | 0–2 | 3–0 | 1–1 | 1–0 | 0–0 | 2–1 | 3–2 | 0–1 |
| FCV Farul                                  | 2–1 | 2–1 | 0–3 | 1–1 | 3–2 | 1–1 | —   | 0–1 | 0–1 | 0–1 | 1–1 | 3–2 | 1–3 | 1–1 | 1–0 | 2–0 |
| Botoșani                                   | 0–0 | 0–2 | 1–1 | 1–0 | 1–2 | 1–0 | 0–0 | —   | 2–3 | 1–0 | 1–2 | 2–2 | 2–0 | 1–1 | 3–3 | 1–1 |
| Oțelul                                     | 2–0 | 0–0 | 0–1 | 1–1 | 1–0 | 1–4 | 0–0 | 0–0 | —   | 0–2 | 0–1 | 1–1 | 1–1 | 1–1 | 2–1 | 2–3 |
| Unirea Slobozia                            | 3–2 | 1–2 | 1–1 | 0–1 | 3–2 | 2–2 | 0–1 | 1–0 | 0–1 | —   | 2–2 | 0–1 | 1–2 | 1–3 | 2–1 | 0–0 |
| U Cluj                                     | 3–0 | 4–1 | 3–2 | 0–1 | 3–1 | 1–2 | 1–1 | 0–1 | 2–0 | 3–2 | —   | 1–1 | 2–1 | 1–0 | 2–1 | 2–2 |
| CSU Craiova                                | 2–1 | 0–0 | 0–2 | 4–2 | 3–1 | 1–1 | 1–0 | 0–0 | 2–1 | 3–0 | 1–0 | —   | 1–1 | 1–1 | 5–1 | 4–1 |
| Rapid                                      | 2–2 | 1–1 | 2–2 | 2–0 | 1–0 | 0–0 | 5–0 | 1–0 | 0–0 | 2–1 | 0–2 | 1–0 | —   | 1–1 | 2–0 | 2–1 |
| Dinamo                                     | 1–1 | 4–1 | 1–1 | 1–0 | 2–0 | 0–2 | 0–2 | 2–2 | 1–0 | 1–0 | 0–0 | 2–1 | 0–0 | —   | 4–1 | 2–0 |
| Gloria Buzău                               | 1–2 | 0–1 | 0–1 | 1–1 | 3–0 | 0–2 | 1–0 | 0–2 | 0–0 | 3–0 | 0–2 | 0–2 | 1–1 | 0–1 | —   | 2–0 |
| Poli Iași                                  | 1–2 | 1–0 | 1–1 | 0–1 | 0–2 | 0–2 | 2–2 | 1–0 | 2–1 | 1–0 | 1–0 | 2–0 | 1–2 | 2–2 | 1–2 | —   |
| Câștigă gazdele; Remiză; Câștigă oaspeții. |     |     |     |     |     |     |     |     |     |     |     |     |     |     |     |     |

### Clasamentul sezonului regular
| Loc | Echipă          | Pct. | MJ | V  | E  | Î  | GM | GP | DG  | Calificare             |
| --- | --------------- | ---- | -- | -- | -- | -- | -- | -- | --- | ---------------------- |
| 1.  | FCSB            | 56   | 30 | 15 | 11 | 4  | 43 | 24 | +19 | Calificare în Play-off |
| 2.  | CFR Cluj        | 54   | 30 | 14 | 12 | 4  | 56 | 32 | +24 | Calificare în Play-off |
| 3.  | CSU Craiova     | 52   | 30 | 14 | 10 | 6  | 45 | 28 | +17 | Calificare în Play-off |
| 4.  | U Cluj          | 52   | 30 | 14 | 10 | 6  | 43 | 27 | +16 | Calificare în Play-off |
| 5.  | Dinamo          | 51   | 30 | 13 | 12 | 5  | 41 | 26 | +15 | Calificare în Play-off |
| 6.  | Rapid           | 46   | 30 | 11 | 13 | 6  | 35 | 26 | +9  | Calificare în Play-off |
| 7.  | Sepsi           | 41   | 30 | 11 | 8  | 11 | 38 | 35 | +3  | Calificare în Play-out |
| 8.  | Hermannstadt    | 41   | 30 | 11 | 8  | 11 | 34 | 40 | −6  | Calificare în Play-out |
| 9.  | Petrolul        | 40   | 30 | 9  | 13 | 8  | 29 | 29 | 0   | Calificare în Play-out |
| 10. | FCV Farul       | 35   | 30 | 8  | 11 | 11 | 29 | 38 | −9  | Calificare în Play-out |
| 11. | UTA Arad        | 34   | 30 | 8  | 10 | 12 | 28 | 35 | −7  | Calificare în Play-out |
| 12. | Oțelul          | 32   | 30 | 7  | 11 | 12 | 24 | 32 | −8  | Calificare în Play-out |
| 13. | Poli Iași       | 31   | 30 | 8  | 7  | 15 | 29 | 46 | −17 | Calificare în Play-out |
| 14. | Botoșani        | 31   | 30 | 7  | 10 | 13 | 26 | 37 | −11 | Calificare în Play-out |
| 15. | Unirea Slobozia | 26   | 30 | 7  | 5  | 18 | 28 | 47 | −19 | Calificare în Play-out |
| 16. | Gloria Buzău    | 20   | 30 | 5  | 5  | 20 | 25 | 51 | −26 | Calificare în Play-out |

1. 1 2  UCV 1-0 UCJ; UCJ 1-1 UCV
2. 1 2  SEP 2-3 HER; HER 0-4 SEP
3. 1 2  IAS 1-0 BOT; BOT 1-1 IAS

## Play-off
Primele șase echipe din sezonul regular s-au întâlnit de două ori (10 meciuri pe echipă) pentru locuri în Liga Campionilor 2025-2026 și UEFA Conference League 2025-2026, precum și pentru a decide campioana ligii. Punctele realizate în sezonul regular s-au înjumătățit înaintea începerii play-off-ului.

### Echipele calificate
| Loc | Echipa      | Pct. |
| --- | ----------- | ---- |
| 1   | FCSB        | 28   |
| 2   | CFR Cluj    | 27   |
| 3   | CSU Craiova | 26   |
| 4   | U Cluj      | 26   |
| 5   | Dinamo      | 26*  |
| 6   | Rapid       | 23   |

Notă
(*) - Au beneficiat de rotunjire prin adaos.

### Clasamentulplay-off-ului
| Loc | Echipă      | Pct. | MJ | V | E | Î | GM | GP | DG |  | FCS | CFR | UCV | UCJ | RAP | DIN |
| --- | ----------- | ---- | -- | - | - | - | -- | -- | -- |  | --- | --- | --- | --- | --- | --- |
| 1. | FCSB (C)    | 52   | 10 | 7 | 3 | 0 | 18 | 9  | +9 |  | —   | 3–2 | 1–0 | 1–0 | 3–3 | 3–1 |
| 2. | CFR Cluj    | 43   | 10 | 4 | 4 | 2 | 17 | 11 | +6 |  | 1–1 | —   | 2–0 | 1–0 | 1–1 | 3–1 |
| 3. | CSU Craiova | 40   | 10 | 4 | 2 | 4 | 13 | 11 | +2 |  | 0–0 | 2–2 | —   | 3–0 | 1–2 | 2–1 |
| 4. | U Cluj      | 39   | 10 | 4 | 1 | 5 | 12 | 15 | −3 |  | 0–2 | 1–0 | 2–1 | —   | 2–2 | 2–4 |
| 5. | Rapid       | 33   | 10 | 2 | 4 | 4 | 12 | 17 | −5 |  | 1–2 | 1–4 | 1–2 | 0–2 | —   | 1–0 |
| 6. | Dinamo      | 31   | 10 | 1 | 2 | 7 | 10 | 19 | −9 |  | 1–2 | 1–1 | 0–2 | 1–3 | 0–0 | —   |
| Legendă: Locul 1: Liga Campionilor 2025-26 Turul I Locul 2: Europa League 2025-26 Turul I Locurile 3, 4: Conference League 2025-26 Turul II |             |      |    |   |   |   |    |    |    |  |     |     |     |     |     |     |

1. ↑  CFR Cluj s-a calificat în primul tur preliminar al Europa League deoarece a câștigat Cupa României 2024-2025.
2. ↑  Dinamo București nu a primit licența pentru competițiile europene deoarece se află în insolvență. Drept urmare, ea nu a putut participa în sezonul următor al vreunei competiții europene chiar dacă ar fi obținut acest drept prin intermediul clasării în campionatul intern.[29]
3. ↑  Inițial, cea de-a doua echipă calificată în Conference League urma să fie stabilită printr-un baraj între o echipă din play-off și învingătoarea unui alt baraj disputat între două echipe din play-out. Totuși, cum în play-out niciuna dintre echipele eligibile pentru competițiile europene nu a terminat în primele patru poziții, a doua participantă în Conference League a provenit direct din play-off. Vedeți notele din secțiunea play-out privind echipele eligibile.

| Câștigătorii SuperLigii României ediția 2024/2025 |
| ------------------------------------------------- |
| FCSB Al 28-lea titlu                              |

## Lider
- Notă: Această cronologie arată diferența de puncte dintre lider și locul 2 pe etape. Sursa:[31]

## Play-out
Restul de zece echipe din sezonul regular s-au întâlnit o singură dată (9 meciuri pe echipă) pentru evitarea de la retrogradare. Punctele realizate în sezonul regular s-au înjumătățit înainte de faza play-out-ului.

### Echipele calificate
| Loc | Echipa          | Pct. |
| --- | --------------- | ---- |
| 1   | Sepsi           | 21*  |
| 2   | Hermannstadt    | 21*  |
| 3   | Petrolul        | 20   |
| 4   | FCV Farul       | 18*  |
| 5   | UTA Arad        | 17   |
| 6   | Oțelul          | 16   |
| 7   | Poli Iași       | 16*  |
| 8   | Botoșani        | 16*  |
| 9   | Unirea Slobozia | 13   |
| 10  | Gloria Buzău    | 10   |

(*) - Au beneficiat de rotunjire prin adaos.

### Clasamentulplay-out-ului
| Loc | Echipă           | Pct. | MJ | V | E | Î | GM | GP | DG  |  | HER | OTE | PET | UTA | FAR | BOT | IAS | USZ | SEP | GBZ |
| --- | ---------------- | ---- | -- | - | - | - | -- | -- | --- |  | --- | --- | --- | --- | --- | --- | --- | --- | --- | --- |
| 1. | Hermannstadt     | 36   | 9  | 4 | 3 | 2 | 12 | 8  | +4  |  |     |     | 1–1 | 3–0 |     |     | 1–0 | 1–1 |     | 0–2 |
| 2. | Oțelul           | 35   | 9  | 6 | 1 | 2 | 13 | 5  | +8  |  | 1–2 |     |     |     | 0–0 |     | 1–0 | 2–0 |     |     |
| 3. | Petrolul         | 31   | 9  | 3 | 2 | 4 | 10 | 10 | 0   |  |     | 1–3 |     |     | 0–1 | 0–2 |     |     | 2–1 | 4–0 |
| 4. | UTA Arad         | 31   | 9  | 4 | 2 | 3 | 9  | 11 | −2  |  |     | 2–0 | 2–0 |     |     | 1–0 |     |     | 1–1 | 0–0 |
| 5. | FCV Farul        | 31   | 9  | 3 | 4 | 2 | 12 | 9  | +3  |  | 1–1 |     |     | 1–2 |     |     | 0–0 | 1–1 |     | 1–0 |
| 6. | Botoșani         | 29   | 9  | 4 | 1 | 4 | 11 | 12 | −1  |  | 2–1 | 0–1 |     |     | 4–3 |     |     | 1–1 |     |     |
| 7. | Poli Iași (L, R) | 28   | 9  | 3 | 3 | 3 | 9  | 5  | +4  |  |     |     | 0–2 | 4–0 |     | 3–0 |     |     | 0–0 |     |
| 8. | Unirea Slobozia  | 27   | 9  | 3 | 5 | 1 | 11 | 8  | +3  |  |     |     | 0–0 | 2–1 |     |     | 1–1 |     | 2–1 |     |
| 9. | Sepsi (R)        | 26   | 9  | 1 | 2 | 6 | 7  | 16 | −9  |  | 0–2 | 0–3 |     |     | 1–4 | 2–0 |     |     |     | 1–2 |
| 10. | Gloria Buzău (R) | 17   | 9  | 2 | 1 | 6 | 4  | 14 | −10 |  |     | 0–2 |     |     |     | 0–2 | 0–1 | 0–3 |     |     |
| Legendă: Locurile 7, 8: Baraj de promovare/menținere în SuperLigă Locurile 9, 10: Retrogradare în Liga a II-a |                  |      |    |   |   |   |    |    |     |  |     |     |     |     |     |     |     |     |     |     |

1. 1 2 3 4 5 6 7 8  Botoșani, Gloria Buzău, Hermannstadt, Oțelul Galați, Petrolul Ploiești, Politehnica Iași, Unirea Slobozia și UTA Arad nu au primit licența europeană pentru competițiile europene. Drept urmare, ele nu au putut participa în sezonul următor al vreunei competiții europene chiar dacă ar fi obținut acest drept prin intermediul clasării în campionatul intern.[29]
2. 1 2 3  Farul Constanța a beneficiat de rotunjirea prin adaos a numărului de puncte din sezonul regular, Petrolul Ploiești și UTA Arad nu. Puncte obținute în sezonul regular: PET: 40; UTA: 34.

## Barajele de promovare/menținere în SuperLigă
Barajele pentru deciderea ultimelor două echipe din sezonul 2025-2026 al primei ligi naționale s-a disputat între ocupanta locului 7 din play-out-ul SuperLigii și ocupanta locului 5 din Liga a II-a, respectiv ocupanta locului 8 din play-out-ul SuperLigii și ocupanta locului 4 din Liga a II-a.
Tur
| 25 mai 2025 | Poli Iași          | 1 – 1 | Metaloglobus     | Iași                                                      |  |
| 15:00       | Ș. Ștefanovici 12' |       | 85' D. Huiban⁠(d) | Stadion: Emil Alexandrescu Arbitru: István Kovács (Carei) |  |

| 26 mai 2025 | Voluntari                   | 2 – 1 | Unirea Slobozia | Voluntari                                                  |  |
| 20:00       | I. Andreș 22' M. Schieb 86' |       | 32' J. Vojtuš   | Stadion: Anghel Iordănescu Arbitru: Marian Barbu (Făgăraș) |  |

Retur
| 1 iunie 2025 | Metaloglobus     | 1 – 0 | Poli Iași | Clinceni                                            |  |
| 21:00        | D. Huiban⁠(d) 84' |       |           | Stadion: Clinceni Arbitru: Adrian Cojocaru (Galați) |  |

| 2 iunie 2025                                     | Unirea Slobozia         | 1 – 0 (d.p.) (4 – 3 d.l.d.)                          | Voluntari | Clinceni                                                |  |
| 20:00                                            | Arabuli⁠(d) 41'          |                                                      |           | Stadion: Clinceni Arbitru: Horațiu Feșnic (Cluj-Napoca) |  |
|                                                  | Lovituri de departajare |                                                      |           |                                                         |  |
| Vojtuš⁠(d) · Arabuli⁠(d) · Perianu · Bărbuț · Toma |                         | Dumiter⁠(d) · Panțîru · Carnat · Crișan⁠(d) · Guțea⁠(d) |           |                                                         |  |

## Statistici

### Clasament total
Acesta este un clasament neoficial cu toate punctele adunate de fiecare echipă în acest sezon, sezon regular + play-off/play-out.
| Loc | Echipă          | Pct. | MJ | V  | E  | Î  | GM | GP | DG  | Evoluează în |
| --- | --------------- | ---- | -- | -- | -- | -- | -- | -- | --- | ------------ |
| 1.  | FCSB            | 80   | 40 | 22 | 14 | 4  | 61 | 33 | +28 | Play-off     |
| 2.  | CFR Cluj        | 70   | 40 | 18 | 16 | 6  | 73 | 43 | +30 | Play-off     |
| 3.  | CSU Craiova     | 66   | 40 | 18 | 12 | 10 | 58 | 39 | +19 | Play-off     |
| 4.  | U Cluj          | 65   | 40 | 18 | 11 | 11 | 55 | 42 | +13 | Play-off     |
| 5.  | Dinamo          | 56   | 40 | 14 | 14 | 12 | 51 | 45 | +6  | Play-off     |
| 6.  | Rapid           | 56   | 40 | 13 | 17 | 10 | 47 | 43 | +4  | Play-off     |
| 7.  | Hermannstadt    | 56   | 39 | 15 | 11 | 13 | 46 | 48 | −2  | Play-out     |
| 8.  | Petrolul        | 51   | 39 | 12 | 15 | 12 | 39 | 39 | 0   | Play-out     |
| 9.  | Oțelul          | 51   | 39 | 13 | 12 | 14 | 37 | 37 | 0   | Play-out     |
| 10. | FCV Farul       | 48   | 39 | 11 | 15 | 13 | 41 | 47 | −6  | Play-out     |
| 11. | UTA Arad        | 48   | 39 | 12 | 12 | 15 | 37 | 46 | −9  | Play-out     |
| 12. | Sepsi           | 46   | 39 | 12 | 10 | 17 | 45 | 51 | −6  | Play-out     |
| 13. | Botoșani        | 44   | 39 | 11 | 11 | 17 | 37 | 49 | −12 | Play-out     |
| 14. | Poli Iași       | 43   | 39 | 11 | 10 | 18 | 38 | 51 | −13 | Play-out     |
| 15. | Unirea Slobozia | 40   | 39 | 10 | 10 | 19 | 39 | 55 | −16 | Play-out     |
| 16. | Gloria Buzău    | 27   | 39 | 7  | 6  | 26 | 29 | 65 | −36 | Play-out     |

### Cei mai buni marcatori
| Poz.   | Jucător           | Club                  | Goluri |
| ------ | ----------------- | --------------------- | ------ |
| 1      | Louis Munteanu    | CFR Cluj              | 23     |
| 2      | Alexandru Mitriță | Universitatea Craiova | 19     |
| 3      | Daniel Bîrligea   | CFR Cluj, FCSB        | 16     |
| 4      | Astrit Selmani    | Dinamo București      | 14     |
| 5      | Ianis Stoica      | Hermannstadt          | 13     |
| Sursa: |                   |                       |        |

### Hat-trick-uri
| Jucător        | Pentru       | Împotriva       | Rezultat | Data              | Etapa     |
| -------------- | ------------ | --------------- | -------- | ----------------- | --------- |
| Louis Munteanu | CFR Cluj     | Farul Constanța | 3-1 (A)  | 27 ianuarie 2025  | 23        |
| Ianis Stoica   | Hermannstadt | Sepsi OSK       | 3-2 (D)  | 14 februarie 2025 | 27        |
| Louis Munteanu | CFR Cluj     | Gloria Buzău    | 6-0 (A)  | 9 martie 2025     | 30        |
| Zoran Mitrov   | Botoșani     | Farul Constanța | 4-3 (A)  | 29 martie 2025    | 2 (P-out) |

### Cele mai multe pase decisive
| Poz.   | Jucător           | Club                  | Pase decisive |
| ------ | ----------------- | --------------------- | ------------- |
| 1      | Claudiu Petrila   | Rapid București       | 11            |
| 2      | Denis Alibec      | Farul Constanța       | 10            |
| 3      | Risto Radunović   | FCSB                  | 8             |
| 3      | Frédéric Maciel   | Oțelul Galați         | 8             |
| 3      | Alexandru Mitriță | Universitatea Craiova | 8             |
| 6      | Alin Roman        | Politehnica Iași      | 7             |
| 6      | Adrian Șut        | FCSB                  | 7             |
| 6      | Astrit Selmani    | Dinamo București      | 7             |
| 6      | Dan Nistor        | Universitatea Cluj    | 7             |
| 6      | Béni Nkololo      | CFR Cluj              | 7             |
| Sursa: |                   |                       |               |

### Meciuri fără gol primit
| Poz.   | Jucător            | Club                  | Meciuri fără gol primit |
| ------ | ------------------ | --------------------- | ----------------------- |
| 1      | Ștefan Târnovanu   | FCSB                  | 16                      |
| 2      | Jesús Fernández    | Politehnica Iași      | 13                      |
| 3      | Laurențiu Popescu  | Universitatea Craiova | 12                      |
| 4      | Giannis Anestis    | Botoșani              | 11                      |
| 4      | Edvinas Gertmonas  | Universitatea Cluj    | 11                      |
| 4      | Alexandru Buzbuchi | Farul Constanța       | 11                      |
| 7      | Iustin Popescu     | Oțelul Galați         | 10                      |
| 7      | Cătălin Căbuz      | Hermannstadt          | 10                      |
| Sursa: |                    |                       |                         |

### Disciplină

#### Jucător
- Cele mai multe cartonașe galbene: 13[40]
  -  Paul Papp (Petrolul Ploiești)
  -  Astrit Selmani (Dinamo București)
- Cele mai multe cartonașe roșii: 3[41]
  -  Nikola Stevanović (Oțelul Galați)

#### Club
- Cele mai multe cartonașe galbene: 100[42]
  - Universitatea Cluj
- Cele mai puține cartonașe galbene: 62[42]
  - Hermannstadt
- Cele mai multe cartonașe roșii: 9[43]
  - FCSB
- Cele mai puține cartonașe roșii: 0[43]
  - Gloria Buzău

### Repere

#### Goluri
- Primul gol al sezonului:  Florin Purece pentru Unirea Slobozia împotriva Farul Constanța (etapa I, 12 iulie 2024)[44]
- Primul autogol al sezonului:  Kennedy Boateng (Dinamo București) pentru Gloria Buzău (etapa a IV-a, 2 august 2024)[45]
- Cel mai rapid gol al sezonului: 19 secunde –  Alexandru Stoian pentru FCSB împotriva CFR Cluj (etapa a X-a, play-off, 23 mai 2025)[46]
- Cel mai târziu gol al sezonului: 99 de minute și 27 de secunde –  Tailson pentru Politehnica Iași împotriva Universitatea Craiova (etapa a IX-a, 15 septembrie 2024)[47]

#### Disciplină
- Primul penalti al sezonului:  Dan Nistor (Universitatea Cluj) împotriva FCSB (etapa I, 13 iulie 2024)[48] (transformat)
- Cele mai multe penaltiuri într-un meci: 2 în zece meciuri
- Primul cartonaș galben al sezonului:  Rivaldinho (Farul Constanța) contra Unirea Slobozia (etapa I, 12 iulie 2024)
- Primul cartonaș roșu al sezonului:  Adams Friday (Botoșani) contra Farul Constanța (etapa a III-a, 28 iulie 2024)
- Cele mai multe cartonașe într-un meci: 13
  - Universitatea Craiova vs. FCSB, 10 galbene + 3 roșii (etapa a XV-a, 3 noiembrie 2024)
  - Universitatea Craiova vs. Universitatea Cluj, 12 galbene + un roșu (etapa a XXV-a, 5 februarie 2025)
- Cele mai puține cartonașe într-un meci: 0
  - Universitatea Craiova vs. UTA Arad (etapa a II-a, 20 iulie 2024)
  - Petrolul Ploiești vs. Hermannstadt (etapa a XI-a, 27 septembrie 2024)
  - Universitatea Craiova vs. Hermannstadt (etapa a XVI-a, 9 noiembrie 2024)
  - CFR Cluj vs. Farul Constanța (etapa a XXIII-a, 27 ianuarie 2025)
  - Gloria Buzău vs. Botoșani (etapa a XXV-a, 4 februarie 2025)

#### Diverse
- Cel mai tânăr jucător pe teren: 16 ani, 4 luni și 22 de zile –  Andrei Dăncuș (FCSB) împotriva CFR Cluj (etapa a X-a, play-off, 23 mai 2025)
- Cel mai bătrân jucător pe teren: 41 de ani, o lună și 14 zile –  Cristian Săpunaru (Rapid București) împotriva CFR Cluj (etapa a IX-a, play-off, 19 mai 2025)

## Premii

### Premii lunare
Ambele premii sunt acordate de Gazeta Sporturilor.
| Luna       | Antrenorul lunii   | Antrenorul lunii      | Jucătorul lunii   | Jucătorul lunii       | Ref.           |
| Luna       | Antrenor           | Club                  | Jucător           | Club                  | Ref.           |
| ---------- | ------------------ | --------------------- | ----------------- | --------------------- | -------------- |
| Iulie      | Adrian Mihalcea    | Unirea Slobozia       | Cătălin Cîrjan    | Dinamo București      | [ 49 ]         |
| August     | Željko Kopić       | Dinamo București      | Astrit Selmani    | Dinamo București      | [ 50 ]         |
| Septembrie | Ovidiu Sabău       | Universitatea Cluj    | Darius Olaru      | FCSB                  | [ 51 ] [ 52 ]  |
| Octombrie  | Daniel Pancu       | România Sub-21        | Daniel Bîrligea   | FCSB                  | [ 53 ] [ 54 ]  |
| Noiembrie  | Ilias Charalampous | FCSB                  | Daniel Bîrligea   | FCSB                  | [ 55 ] [ 56 ]  |
| Decembrie  | Željko Kopić       | Dinamo București      | Darius Olaru      | FCSB                  | [ 57 ] [ 58 ]  |
| Ianuarie   | Nu s-a acordat     | Nu s-a acordat        | Nu s-a acordat    | Nu s-a acordat        | Nu s-a acordat |
| Februarie  | Ilias Charalampous | FCSB                  | Risto Radunović   | FCSB                  | [ 59 ]         |
| Martie     | Mirel Rădoi        | Universitatea Craiova | Alexandru Mitriță | Universitatea Craiova | [ 60 ]         |
| Aprilie    | Ilias Charalampous | FCSB                  | Juri Cisotti      | FCSB                  | [ 61 ]         |
| Mai        | Ilias Charalampous | FCSB                  | Daniel Bîrligea   | FCSB                  | [ 62 ]         |

### Echipa sezonului
Sursa:
| Portar                              | Ștefan Târnovanu (FCSB)                | Ștefan Târnovanu (FCSB)     | Ștefan Târnovanu (FCSB)            | Ștefan Târnovanu (FCSB)                   |
| Fundași                             | Valentin Crețu (FCSB)                  | Siyabonga Ngezana (FCSB)    | Lucas Masoero (Universitatea Cluj) | Risto Radunović (FCSB)                    |
| Mijlocași                           | Ștefan Baiaram (Universitatea Craiova) | Meriton Korenica (CFR Cluj) | Adrian Șut (FCSB)                  | Alexandru Mitriță (Universitatea Craiova) |
| Atacanți                            | Daniel Bîrligea (FCSB)                 | Daniel Bîrligea (FCSB)      | Louis Munteanu (CFR Cluj)          | Louis Munteanu (CFR Cluj)                 |
| Antrenor: Ilias Charalampous (FCSB) |                                        |                             |                                    |                                           |

## Legături externe
- Site web oficial